# Husby-Oppunda socken
Husby-Oppunda socken i Södermanland ingick i Oppunda härad och är sedan 1971 en del av Nyköpings kommun, från 2016 inom Vrena distrikt.
Socknens areal är 68,70 kvadratkilometer, varav 53,40 land. År 1949 fanns här 672 invånare. Godsen Tärnö, Torp och Husbygårds säteri samt sockenkyrkan Husby-Oppunda kyrka ligger i socknen.  

## Administrativ historik
Husby-Oppunda socken har medeltida ursprung. Före den 1 januari 1886 (ändring enligt beslut den 17 april 1885) var namnet Husby socken.
Vid kommunreformen 1862 övergick socknens ansvar för de kyrkliga frågorna till Husby-Oppunda församling och för de borgerliga frågorna till Husby-Oppunda landskommun. Landskommunen inkorporerades 1952 i Bettna landskommun som upplöstes 1971 då denna del uppgick i Nyköpings kommun. Församlingen uppgick 1995 i Vrena församling som 2002 uppgick i Stigtomta-Vrena församling.
1 januari 2016 inrättades distriktet Vrena, med samma omfattning som Vrena församling hade 1999/2000 och fick 1995, och vari detta sockenområde ingår.
Socknen har tillhört län, fögderier, tingslag och domsagor enligt vad som beskrivs i artikeln Oppunda härad.  De indelta soldaterna tillhörde Södermanlands regemente, Livkompaniet och Livregementets grenadjärkår, Södermanlands kompani.

## Geografi
Husby-Oppunda socken ligger nordväst om Nyköping kring Husbyån med Långhalsen i söder och väster och Lidsjön i öster. Socknen är en kuperad odlingsbygd med viss skog i norr och söder.

## Fornlämningar
Från bronsåldern finns spridda gravrösen. Från järnåldern finns cirka 40 gravfält. Sju fornborgar och tre runristning har påträffats.

## Namnet
Namnet (1314 Husaby) kommer från kyrkbyn. Namnet innehåller husaby, 'kungsgård'.
Namnet på socken var fram till 1 januari 1886 Husby socken.